# Jacqueline Emerson

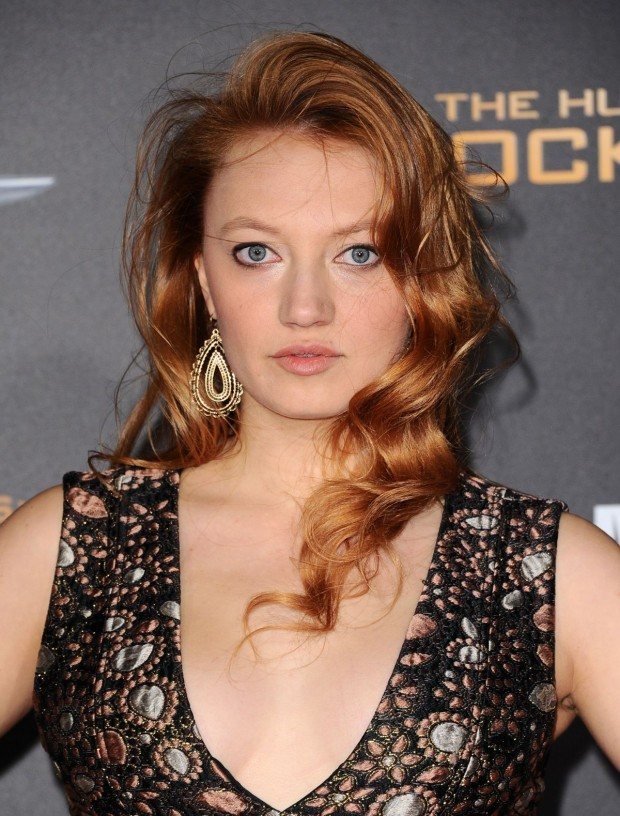
Jacqueline Emerson (2015)

Jacqueline „Jackie“ Emerson (* 21. August 1994 in Washington D.C.) ist eine US-amerikanische Schauspielerin und Synchronsprecherin. Bekannt wurde sie durch ihre Rolle als Fuchsgesicht in Die Tribute von Panem – The Hunger Games.

## Leben
Emerson wurde 1994 in Washington, D.C. geboren. Sie ist die Tochter des Wirtschaftsanwalts John B. Emerson und der Anwältin Kimberly Marteau Emerson. Sie hat zwei jüngere Zwillingsschwestern. Ihr Vater war von August 2013 bis Januar 2017 US-Botschafter für Deutschland. Sie lebte während dieser Zeit mit ihrer Familie in Berlin und an ihrem Studienort in Palo Alto.
Ihre erste Sprechrolle erhielt sie 2004 als Tigerzwillinge in der Serie Ein Löwe in Las Vegas. Im Jahr 2011 entdeckte Gary Ross sie für Die Tribute von Panem – The Hunger Games, als er ein Video durchsah, in dem er Jugendliche zu dem dazugehörigen Buch von Suzanne Collins befragt hatte. Sie sprach für die Rolle der Fuchsgesicht vor und bekam diese dann schließlich auch.
Von 2006 bis 2007 spielte sie Keyboard und sang in der Band Devo 2.0. 2011 nahm sie ihre erste Single Peter Pan auf. Ihr zweites Lied Catch Me If You Can wurde 2012 veröffentlicht.
2011 wurde Emerson an der Stanford University angenommen. Sie wollte jedoch nicht vor September 2013 mit dem Studium beginnen.

## Filmografie
- 2004: Ein Löwe in Las Vegas (Father of the Pride) (Fernsehserie, Episode 1x04)
- 2012: Die Tribute von Panem – The Hunger Games (The Hunger Games)
- 2014: The Night Is Ours (Kurzfilm)
- 2014: The Last Survivors (Fernsehfilm)
- 2015: Der Fluch von Downers Grove (The Curse of Downers Grove) (Fernsehfilm)
- 2021: FBI (Fernsehserie, Episode 3x13)
- 2022: Far from Phoenix (Kurzfilm)
- 2023: Darby Hoskins (Kurzfilm)
- 2023: Art Thief
- 2023: Wine Club
- 2024: Chicago Med (Fernsehserie, Episode 9x08)
- 2024: Winter Spring Summer or Fall
- 2025: Good American Family (Fernsehserie, Episode 1x05)
- 2025: Thresher (Fernsehserie, 2 Episoden)